# ميشال دوليهال
ميشال دوليهال (بالتشيكية: Michal Doležal)‏ هو لاعب كرة قدم تشيكي في مركز الدفاع، ولد في 19 أغسطس 1977 في تبليتسه في جمهورية التشيك. لعب مع نادي تيبليتسه ونادي هراتس كرالوفه.

## وصلات خارجية
- ميشال دوليهال على موقع قاعدة بيانات كرة القدم.إي يو (الإنجليزية)
- ميشال دوليهال على موقع Soccerway.com (الإنجليزية)
- ميشال دوليهال على موقع عالم كرة القدم.نت (الإنجليزية)